# Parcul din satul Pavlovca
Parcul din satul Pavlovca, raionul Briceni, a fost fondat între anii 1900–1908 de către nobilul A. Krupenski. Are o suprafață de 18,3 ha și este situat la aprox. 4 km de comuna Larga, din componența căreia face parte satul. Este o arie protejată din Republica Moldova, reprezentând un monument de arhitectură peisagistică. În 1998 se afla în administrarea Spitalului nr. 7 din satul Pavlovca al Ministerului Sănătății. Este cel mai nordic monument de arhitectură peisagistică din țară. Din punct de vedere al arhitecturii peisagistice, se consideră a fi al doilea cel mai valoros parc din țară, cedând doar parcului Țaul.

## Istoric
Numele „Pavlovca” i-a revenit parcului, cât și localității, în cinstea nașterii fiului lui A. Krupenski, pe nume Pavel. Satul este situat la nordul Moldovei, la granița dintre raionul Briceni și regiunea Cernăuți din Ucraina.
Arhitectul parcului se presupune că ar fi decoratorul Ippolit Vladislavski-Padalka, același specialist care a amenajat și parcul Țaul din raionul Dondușeni.
Conacul lui Krupenski a fost construit pe la sfârșitul secolului al XIX-lea, în partea de vest a actualului parc, pe locul cel mai înalt al acestuia. Sădirea plantelor a demarat prin anul 1900, când conacul era deja construit. Au fost sădite peste 70 de specii de arbori și arbuști decorativi, în mare parte de origine străină. Mai târziu, în partea de jos a parcului, unde se scurge un râuleț, a fost amenajat un lac cu suprafața de 3 ha, străjuit din partea de sud de un dig înalt. În 1908, în partea de est a lacului, a continuat plantarea foioaselor și coniferelor, schițându-se un silvo-parc de tip landșaft.
Starea curentă a parcului este rea. În parc au apărut și s-au înmulțit mai multe specii autohtone, care concurează cu cele străine la resurse și afectează negativ imaginea parcului. Parcul se află în administrarea unui spital de psihiatrie al Ministerului Sănătății.

## Descriere
Parcul se desfășoară de la vest la est, cu intrarea în partea vestică și un lac mărginit de o pantă abruptă în partea de est. Teritoriul parcului are forma unui patrulater, aproape trapez. Are o lățime mică la intrare și mai mare către lac.
Relieful teritoriului este neomogen. În partea de vest, la intrarea în parc, se desfășoară un platou care, la o anumită distanță de intrare, trece într-o pantă cu expoziție estică, care coboară până la râuleț și la lac sub unghi mic. De cealaltă parte a râulețului este situată altă pantă, mai abruptă, cu expoziție vestică. Panta abruptă a fost populată cu specii de plante autohtone, formând un silvo-parc, iar panta lină, pe care se află conacul, a fost amenajată cu alei și grădini. De fapt, aceste pante formează cele două centre compoziționale ale parcului: regulat împrejurul conacului și pitoresc împrejurul lacului, cu o tranziție treptată între ele.

### Amenajare

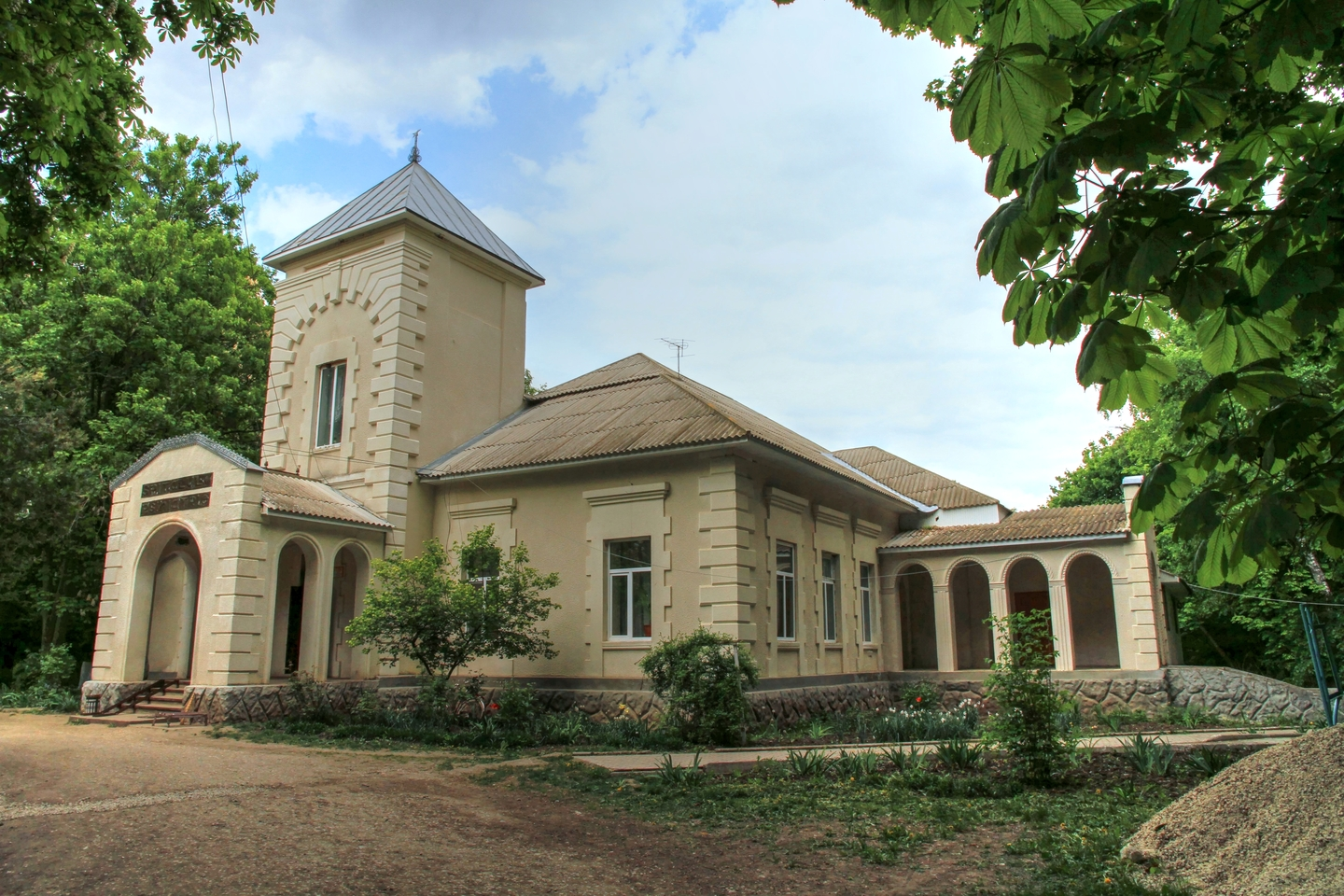
Conacul, în prezent spital psihiatric

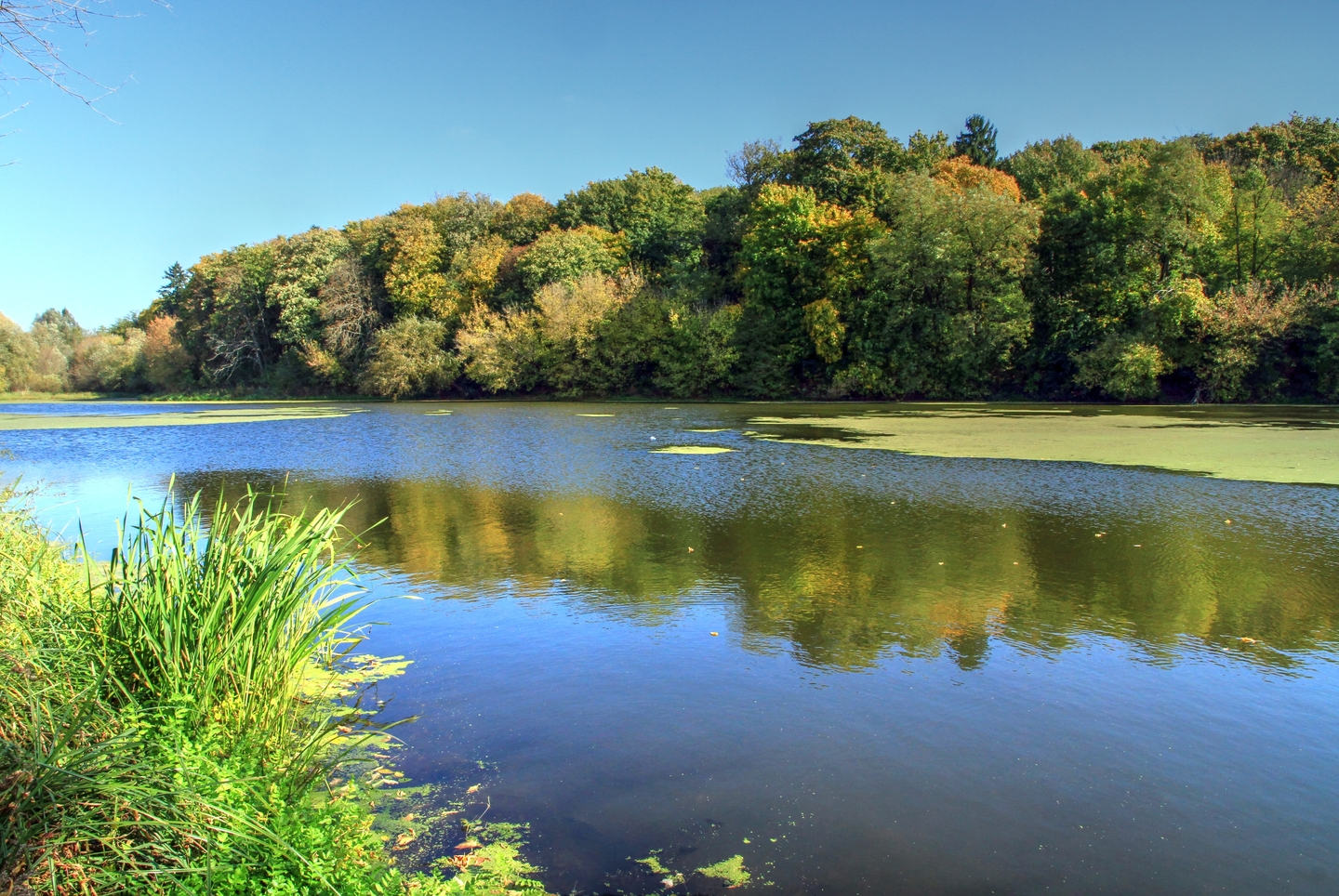
Lacul

Intrarea în parc este prezentată festiv, accentuată de o platformă semiovală cu gazon de flori amenajată în fața conacului. De la poartă la conac duce o alee mărginită de molizi, pini și brazi și amenajată cu flori. O altă alee, mai îngustă, străbate, paralel cu lacul, panta abruptă din estul parcului.
Între pante, unde curge un râuleț dinspre nord care alimentează lacul, a fost amenajată o poiană cu plantații decorative.
Periferiile parcului, de la conac și până la lac, sunt compuse din zone de protecție de 10–15 m lățime formate din plante autohtone. Centrul parcului, iarăși de la conac până la lac, are plantații de tip landșaft, formate din specii străine, în majoritate magnoliofite. În fața conacului se află o piatră sferică, iar în spatele acestuia era un havuz, care nu s-a mai păstrat.
Dinspre conac se deschide o perspectivă largă asupra părții centrale și estice a parcului. Între conac și lac sunt plantați arțari argintii, mesteceni și alte specii cu coroana de culoare relativ deschisă. Peste lac coroanele copacilor sunt mai întunecate, acolo fiind plantate conifere și plante autohtone.
Inginerul P. Leontiev nota, în anii 1960, că 54% din suprafața parcului este acoperită de spații deschise (poieni și lac), iar 46% de spații închise (umbra copacilor). Din cauza lipsei de îngrijire a parcului, toate poienile acum sunt acaparate de buruiene și urzici, devenind închise.
Rețeaua de drumuri și alei are o lungime totală de 3,5 km, dintre care 2 km sunt alei. Drumurile sunt proiectate pe la marginea poienilor, sau traversează poienile cu o distanță minimă între plantații. Doar două alei mai sunt funcționale în prezent: ele încep lângă fostul havuz de lângă conac și continuă până în preajma lacului, unde se intersectează și duc spre digul lacului. În preajma digului, ele se întrunesc cu aleea îngustă care străbate panta abruptă. Restul aleilor nu se mai disting din vegetația sălbatică.
În prezent doar 2-3 alei au fost curățate destul de bine și au o perspectivă transversală, majoritatea aleilor mici fiind împădurite puternic de arbuști, astfel încât pot fi distinse cu greu. Aleea din preajma lacului este și ea pe alocuri puternic împădurită. Lacul poate fi văzut în întregime doar din afara teritoriului parcului.

### Dendroflora

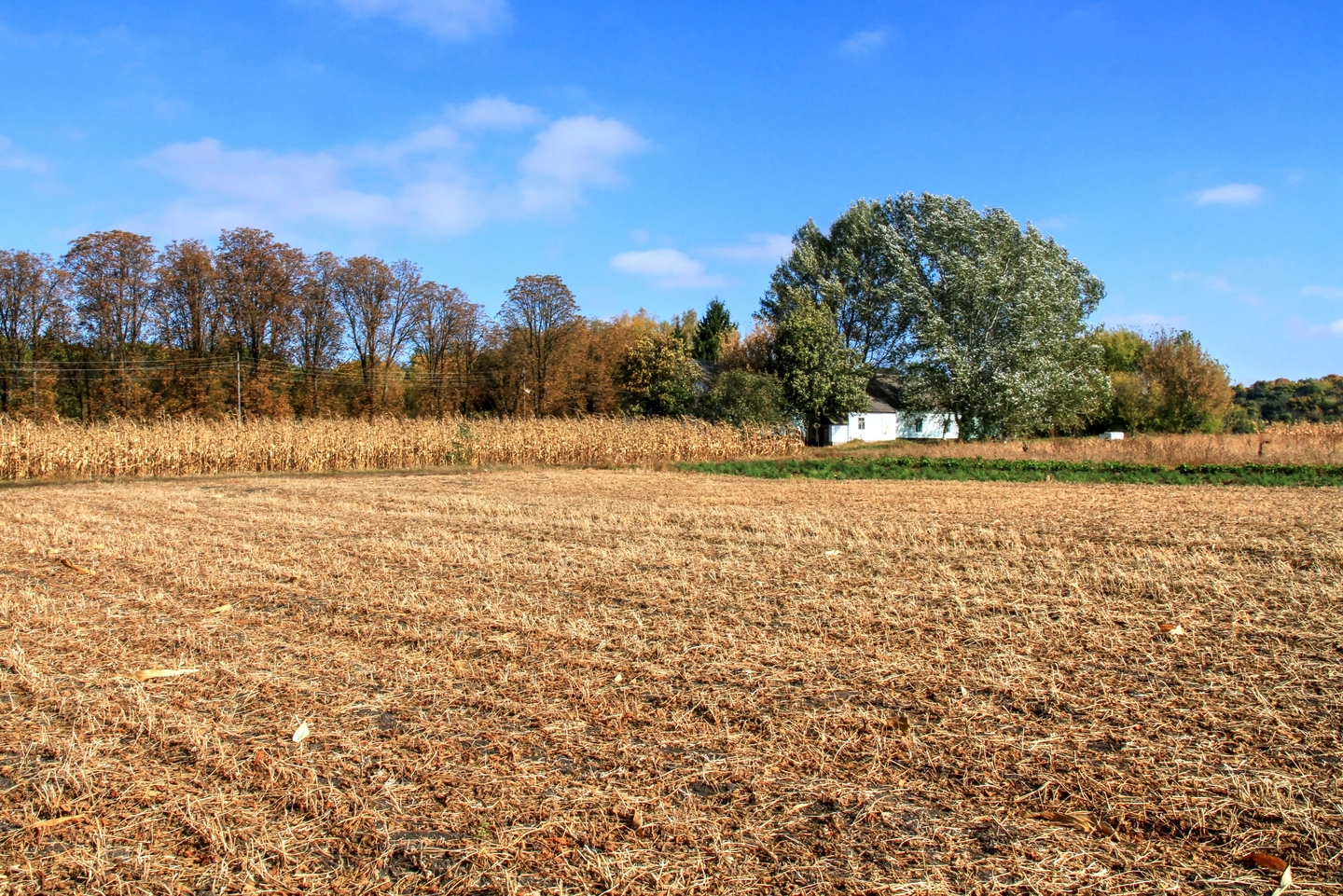
Vedere spre parc, dinspre sud

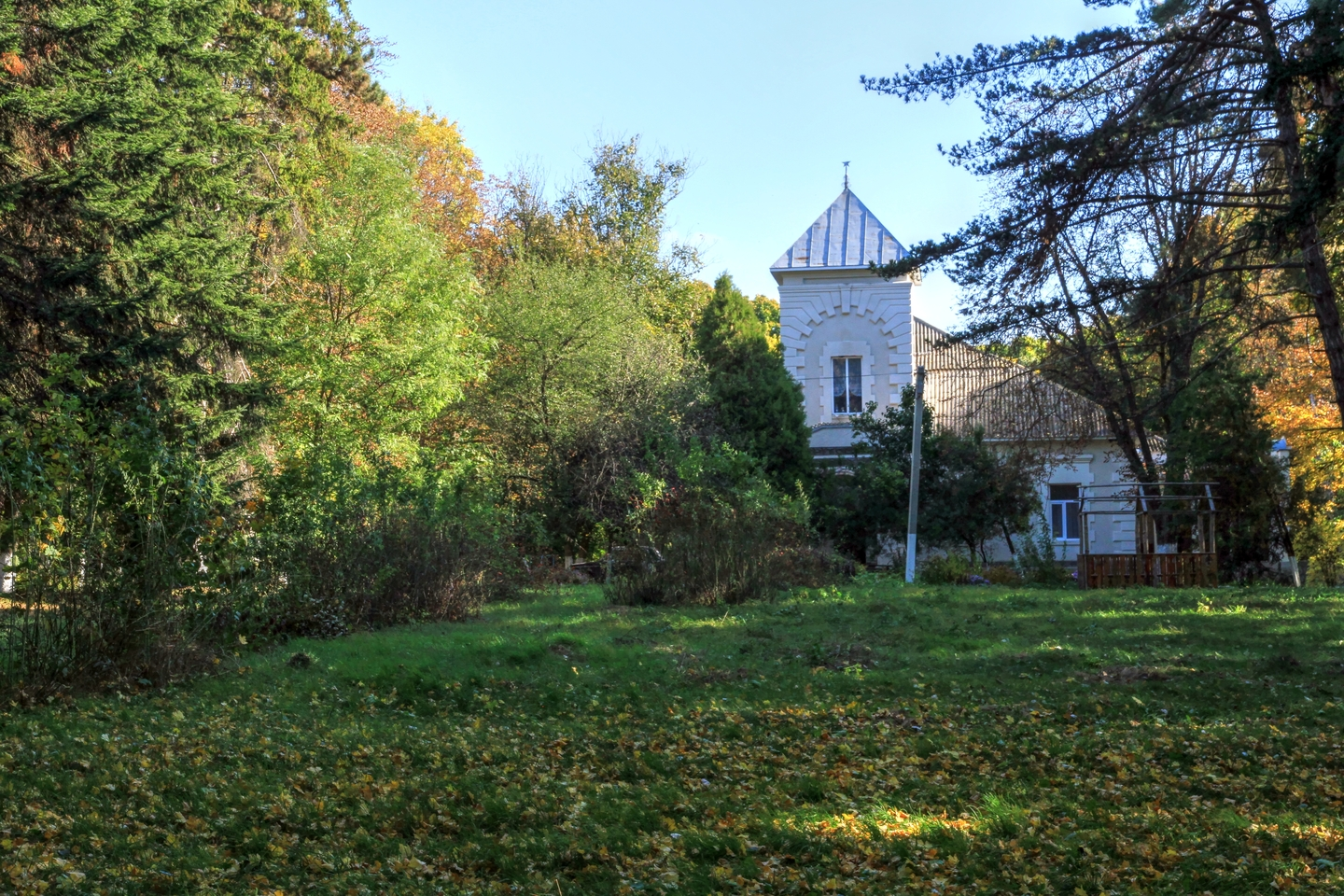
Vedere spre conac, dinspre intrare

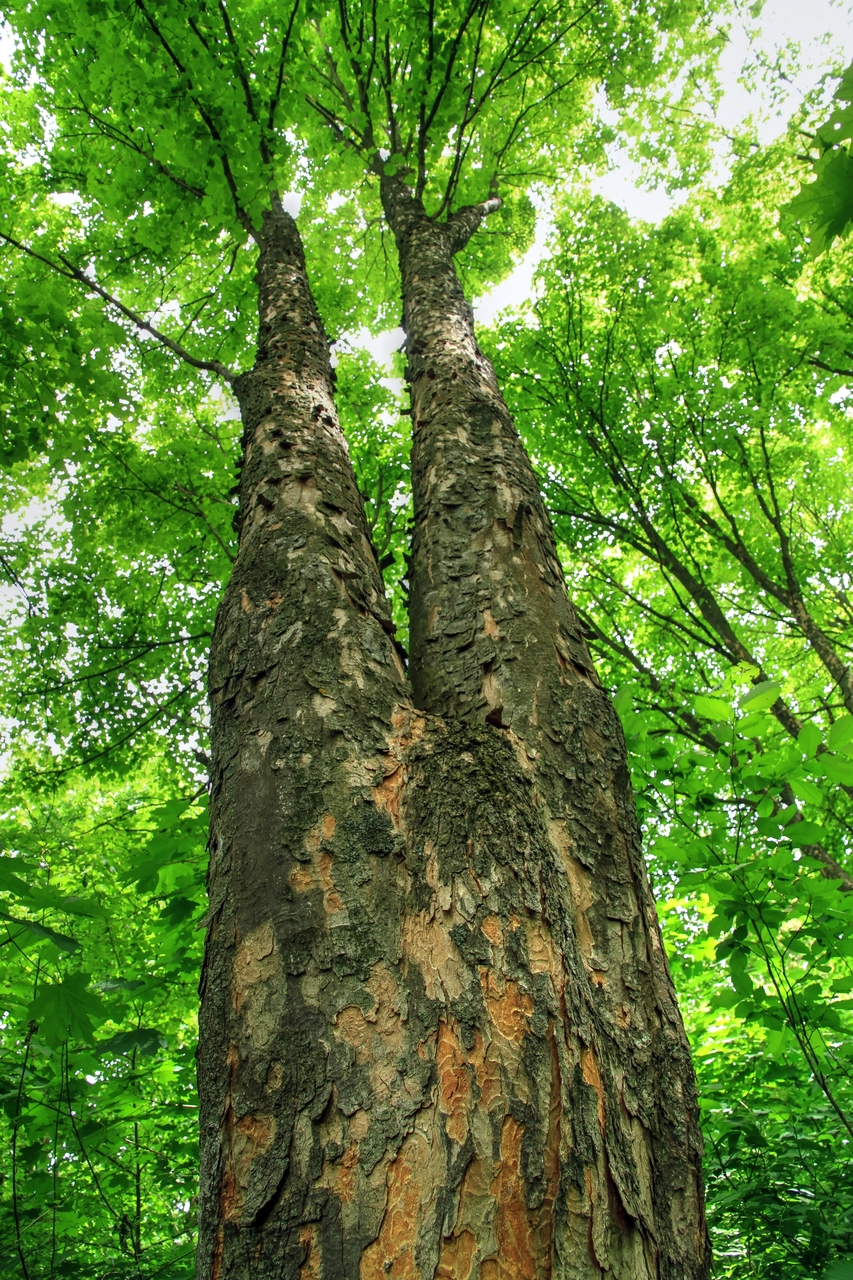
Un arbore

În anii 1960, în parc se numărau 68 de specii și forme de plante. Studii mai recente au găsit 70 de specii, dintre care 45 sunt de origine străină. Coniferele sunt reprezentate printr-o diversitate de 9 specii.
Lista speciilor de plante lemnoase din parcul Pavlovca este prezentată în tabel.
| Nomenclatura binară                    | Denumirea populară       | Proveniență geografică              |
| -------------------------------------- | ------------------------ | ----------------------------------- |
| Conifere                               |                          |                                     |
| Picea engelmannii Engelm.              | Molid de Arizona         | America de Nord                     |
| Picea excelsa Link.                    | Molid obișnuit           | Europa                              |
| Picea pungens Engelm.                  | Molid înțepător          | America de Nord                     |
| Picea p. f. argentea Beissn.           | Molid î. f. argintie     | America de Nord                     |
| Picea p. f. glauca Rgl.                | Molid î. f. glauca       | America de Nord                     |
| Pinus cembra L.                        | Pin zimbru               | Europa de mijloc                    |
| Pinus nigra Arn.                       | Pin negru                | Europa de mijloc și de sud          |
| Pinus silvestris L.                    | Pin silvestru            | Europa de mijloc, Siberia de vest   |
| Biota orientalis Endl.                 | Biota, Arborele vieții   | China de nord                       |
| Pseudotsuga glauca f. argentea Beissn. | Duglas                   | America de Nord                     |
| Angiosperme                            |                          |                                     |
| Acer campestre L.                      |                          | Europa, Asia, Africa de nord        |
| Acer negundo L.                        | Arțar american           | America de Nord                     |
| Acer platanoides L.                    | Paltin de câmp           | Europa până la Ural                 |
| Acer pseudoplatanus L.                 | Paltin de munte          | Europa de vest, Asia Mică           |
| Acer p. f. purpureum Loud.             | Paltin f. purpuree       | Europa                              |
| Acer saccharinum L.                    | Paltin argintiu          | America de Nord                     |
| Acer tataricum L.                      | Arțar tătăresc           | Europa, Asia Mică, Caucaz           |
| Acer trautvetteri Medw.                | Arțar georgian           | Caucaz                              |
| Aesculus carnea Hayne.                 | Castan roșu              | Peninsula Balcanică                 |
| Alnus glutinosa Gaertn.                | Anin negru               | Europa, Siberia de vest             |
| Amelanchier spicata Koch.              | Irga                     | America de Nord                     |
| Amorfa fructicosa L.                   | Salcâm mic               | America de Nord                     |
| Ampelopsis quinquefolia Michs.         | Ampelopsis               | China de nord                       |
| Armeniaca vulgaris Lam.                | Zarzăr                   | Asia Mijlocie, China de nord        |
| Berberis vulgaris L.                   | Măcriș                   | Europa                              |
| Betula papyrifera Marsh.               | Mesteacăn de hârtie      | America de Nord                     |
| Betula verrucosa Ehrh.                 | Mesteacăn                | Europa de vest, Siberia, Caucaz     |
| Caragana arborescens L.                | Caragana                 | Siberia                             |
| Carpinus betulius L.                   | Carpen                   | Europa, Asia Mică                   |
| Cerasus avium (L.) Moench.             | Cireș sălbatic           | Europa centrală, Asia Mică, Caucaz  |
| Corylus avellana L.                    | Alun                     | Europa, peninsula Balcanică         |
| Cotinus coggygria Scop.                | Scumpie                  | Europa de vest, peninsula Balcanică |
| Crataegus monogyna Jacq.               | Păducel                  | Europa centrală, Asia Mică, Balcani |
| Elaeagnus angustifolia L.              | Salcie mirositoare       | Asia Mijlocie, Asia Mică            |
| Forsythia suspensa Vahl.               | Forziția                 | China                               |
| Fraxinus americana L.                  | Frasin american          | America de Nord                     |
| Fraxinus pennsylvanica Marsh.          | Frasin de Pensilvania    | America de Nord                     |
| Gleditschia triacanthos L.             | Glădiță                  | America de Nord                     |
| Gleditschia t. f. inermis Pursch.      |                          | America de Nord                     |
| Juglans nigra L.                       | Nuc negru                | America de Nord                     |
| Juglans cinerea L.                     | Nuc cenușiu              | America de Nord                     |
| Juglans sieboldiana Maxim.             | Nuc ziboldian            | Japonia                             |
| Lonicera tatarica L.                   | Caprifoi                 | Siberia de vest                     |
| Mahonia aquifolium Nutt.               | Mahonia                  | America de Nord                     |
| Malus prunifolia Borkh.                | Măr cu frunze de prun    | China de nord                       |
| Morus alba L.                          | Dud alb                  | China                               |
| Padus mahaleb (L.) Borkh.              | Vișin turcesc            | Asia Mijlocie, Asia Mică, Caucaz    |
| Padus racemosa (Lam.)                  | Mălin                    | Europa de est, Siberia, Caucaz      |
| Philadelphus pubescens Lois.           | Lămâița                  | Europa de sud-vest                  |
| Populus alba L.                        | Plop alb                 | Europa, Asia Mijlocie, Siberia      |
| Populus balsamifera L.                 | Plop de balsam           | America de Nord                     |
| Populus canadensis Moench.             | Plop de Canada           | America de Nord                     |
| Populus pyramidalis Rosier.            | Plop piramidal           | Himalaya                            |
| Populus tremula L.                     | Plop tremurător          | Europa, China, Mongolia, Coreea     |
| Quercus borealis Michk.                | Stejar roșu              | America de Nord                     |
| Quercus pubescens Willd.               | Stejar pufos             | Moldova                             |
| Quercus robur L.                       | Stejar pedunculat        | Europa, Africa de nord, Caucaz      |
| Rosa canina L.                         | Măceș                    | Eurasia, Siberia                    |
| Salix alba L.                          | Salcie albă              | Europa, China, Asia Mică            |
| Sambucus nigra L.                      | Soc negru                | Europa, Caucaz, Asia Mică           |
| Sorbus aria (L.) Crantz.               | Sorb cu frunze rotunde   | Europa de vest, Caucaz, Crimeea     |
| Sorbus aucuparia L.                    | Sorb păsăresc            | Europa, Caucaz, Asia                |
| Sorbus intermedia Pers.                | Sorb intermedia          | Europa de nord-vest                 |
| Symphoricarpus albus Bl.               | Cârmâz                   | America de Nord                     |
| Syringa vulgaris L.                    | Liliac obișnuit          | Peninsula Balcanică                 |
| Swida alba L.                          | Sânger tătăresc          | Mongolia, Japonia, Coreea           |
| Tilia caucasica Rupr.                  | Tei de Caucaz            | Caucaz                              |
| Tilia cordata L.                       | Tei roșu                 | Europa, Siberia de vest, Caucaz     |
| Tilia tomentosa Moench.                | Tei argintiu             | Europa, Asia Mică                   |
| Ulmus foliceae (L.)                    | Ulm de câmp              | Europa, Caucaz, Crimeea             |
| Ulmus scabra Mill.                     | Ulm de munte             | Europa, Caucaz, Asia Mică           |
| Viburnum prunifolium L.                | Dârmoz cu frunza de prun | Asia Mijlocie, China                |